# Max Levchin
Max Rafael Levchin (en ucraïnès): Максиміліан Левчин, Maksymilian R. Levčyn; (nascut l'11 de juliol de 1975), és un informàtic i empresari estatunidenc d'origen ucraïnès, especialment conegut com a cofundador (amb Peter Thiel) i ex-director de Tecnologies de la Informació de PayPal. És també un assessor de l'empresa de negocis jemBul.com, la qual té més de 500 empleats, i una facturació de 300 milions de dòlars.